# Karl Wilhelm Edelhoff
Karl Wilhelm Edelhoff (* 19. August 1937 in Veltheim, Ostwestfalen) ist ein deutscher Politiker (SPD) und ehemaliges Mitglied des Landtags von Baden-Württemberg.

## Leben
Karl Wilhelm Edelhoff, geboren in Westfalen, ist der Sohn des 1949 verstorbenen Gemeindepastors von Veltheim. Er besuchte die Oberschule in Rinteln, das König-Wilhelm-Gymnasium in Höxter sowie ein Gymnasium in Oberhausen. Er machte am altsprachlichen Gymnasium in Minden Abitur und arbeitete anschließend als Bergmann mehrere Monate im Untertagebergbau in Oberhausen. Anschließend studierte er von 1958 bis 1961 evangelische Theologie an der Kirchlichen Hochschule Bethel und der Universität Heidelberg. Er wechselte 1961 das Studienfach zur Volkswirtschaftslehre an der gleichen Universität und in Hamburg und legte 1967 seine Prüfung zum Diplom-Volkswirt ab. In den Jahren 1965 und 1966 unterbrach er sein Studium und arbeitete in der Metallindustrie und dem Verlagsgewerbe in Stuttgart. Seit dieser Zeit ist er Mitglied der IG Metall. Von 1967 bis 1971 war Edelhoff Wissenschaftlicher Mitarbeiter der Studiengruppe für Systemforschung in Heidelberg sowie Co-Autor mehrerer Studien im Auftrag der Europäischen Gemeinschaft zur staatlichen Förderung von Forschung und Entwicklung in verschiedenen Industriestaaten. Von September 1971 bis Mitte 1989 war er hauptberuflicher Geschäftsführer der Verbraucherzentrale Baden-Württemberg.

## Politik
Nach Eintritt in die SPD 1968 wurde er 1972 dank eines sehr guten Wahlergebnisses in seinem Heidelberger Wahlkreis über die Zweitauszählung als Abgeordneter in den Landtag gewählt und 1976 bestätigt. 1980 verfehlte er die Wiederwahl knapp, da die Grünen ein Landtagsmandat im Wahlkreis Heidelberg eroberten.
Schwerpunkte seiner Arbeit im Landtag waren die Hochschulpolitik, Umwelt- und Verbraucherfragen. Wiederholte Anfragen als Oppositionspolitiker zur bestimmungsgemäßen Erzielung und Verwendung von Haushaltsmitteln im Rahmen der Etats einzelner Universitätskliniken führten zur Einsetzung eines parlamentarischen Untersuchungsausschusses über das Finanzgebaren der Universitäten in Baden-Württemberg.
Karl Wilhelm Edelhoff ist verwitwet, hat zwei Kinder und lebt heute in Kirchheimbolanden.